# Neyagawa
Neyagawa (寝屋川市?, Neyagawa-shi) è una città giapponese principale della prefettura di Osaka.

## Amministrazione

### Gemellaggi
Neyagawa ha un rapporto d'amicizia con:
- Shanghai, dal 1994[1]